# Bunad

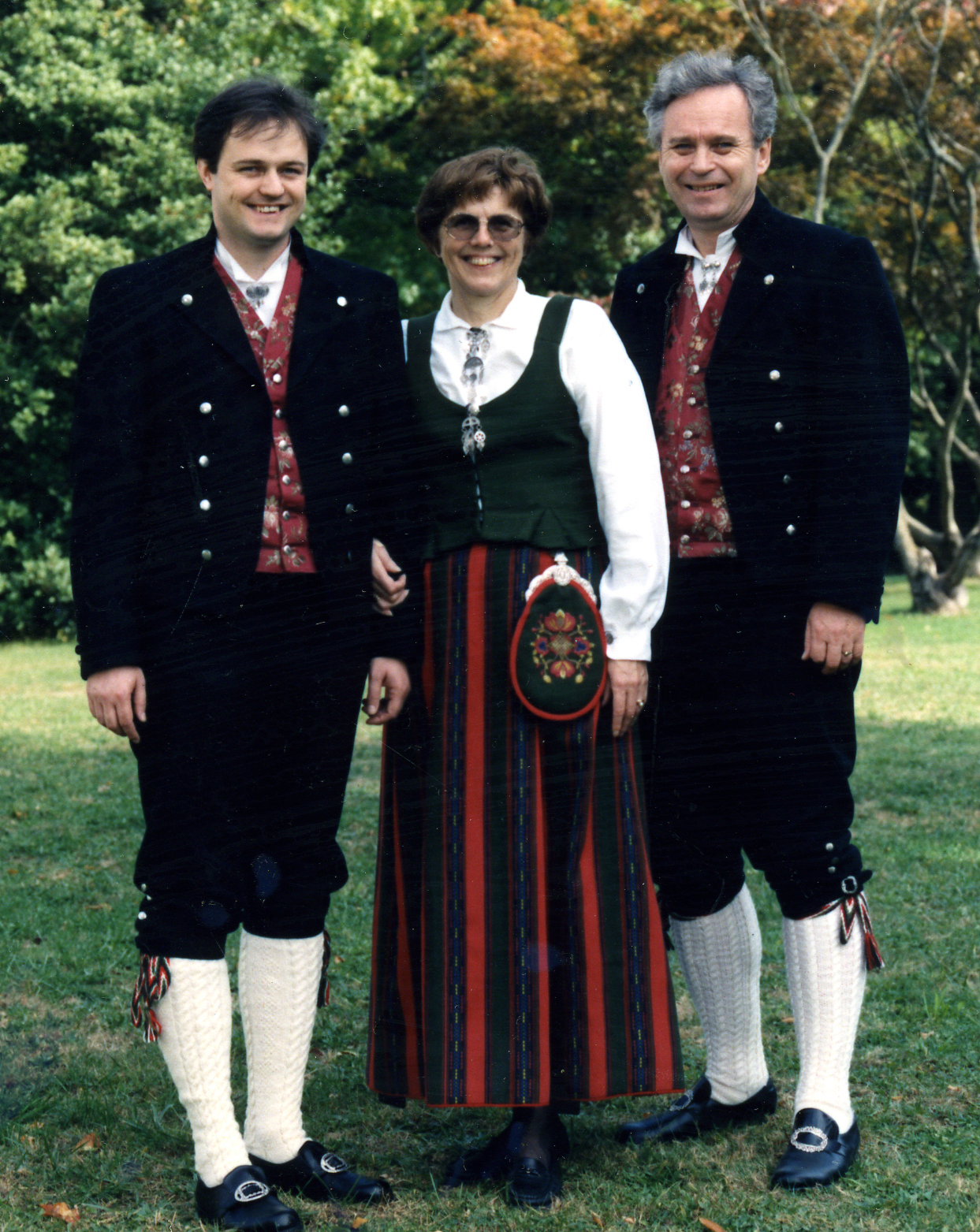
Esempi di bunad.

Il bunad è il tradizionale costume norvegese, tipicamente di origini rurali. La parola bunad deriva dal termine norreno búnaðr, con il quale si indica sia casa che vestito.
Il design di questi abiti è sempre abbastanza elaborato, con ricami, sciarpe, scialli e gioielleria. Esistono versioni sia per gli uomini che per le donne, benché i bunad caratteristici siano principalmente quelli femminili.
In Norvegia il bunad viene indossato in diverse festività, specialmente durante le celebrazioni del giorno della costituzione nazionale, il 17 maggio. In anni più recenti, il bunad ha esteso il proprio utilizzo a diverse altre occasioni, diventando un abito formale, oltre che folkloristico. L'ex ministro degli affari esterni, Thorvald Stoltenberg, creò un precedente, quando si presentò come ambasciatore davanti alla regina Margherita II di Danimarca indossando il bunad.